# Amy Ryan
Amy Ryan (Queens, 30 de novembre del 1969) és una actriu estatunidenca candidata a l'Oscar a la millor actriu secundària, Globus d'Or a la millor actriu secundària, al Premi del Sindicat d'Actors a la millor actriu secundària i al Premi del Sindicat d'Actors al millor repartiment, tots per la pel·lícula Adéu, nena, adéu.

## Filmografia
| - Roberta (1999) - Pots comptar amb mi (2000) - The Wire (2003-2008) - Keane (2004) - La guerra dels mons (2005) - Capote (2005) - Looking for Comedy in the Muslim World (2005) - Adéu, nena, adéu (2007) - Neal Cassady (2007) - Before the Devil Knows You're Dead (2007) - Dan in Real Life (2007) - The Office US (2008-2012) - The Missing Person (2008) - Bob Funk (2008) - Changeling (2008) - The Missing Person (2009) - Jack Goes Boating (2010) - Green Zone (2010) - Win Win (2011) | - Breathe In (2013) - Escape Plan (2013) - Devil's Knot (2013) - Birdman o (The Unexpected Virtue of Ignorance) - Don Verdean (2015) - Louder Than Bombs (2015) - Pànic (2015) - Bridge of Spies (2015) - Central Intelligence (2016) - The Infiltrator (2016) - Monster Trucks (2016) - Abundant Acreage Available (2017) - Beautiful Boy (2018) - Late Night (2019) - Estrany, però cert (2019) - Lost Girls (2020) - Worth (2020) - Beau Is Afraid (2023) |

## Premis

### Premis Oscars
| Any  | Categoria                     | Pel·lícula       | Resultat  |
| ---- | ----------------------------- | ---------------- | --------- |
| 2007 | A la millor actriu secundària | Adéu, nena, adéu | Candidata |

### Globus d'Or
| Any  | Categoria                     | Pel·lícula       | Resultat  |
| ---- | ----------------------------- | ---------------- | --------- |
| 2007 | A la millor actriu secundària | Adéu, nena, adéu | Candidata |

### Premis del Sindicat d'Actors
| Any  | Categoria                     | Pel·lícula       | Resultat  |
| ---- | ----------------------------- | ---------------- | --------- |
| 2007 | A la millor actriu secundària | Adéu, nena, adéu | Candidata |

### Satellite Awards
| Any  | Categoria                     | Pel·lícula       | Resultat   |
| ---- | ----------------------------- | ---------------- | ---------- |
| 2007 | A la millor actriu secundària | Adéu, nena, adéu | Guanyadora |